# Pivoňské lípy II.
Pivoňské lípy II. jsou tři památné stromy ve vesnici Pivoň u Mnichova jihozápadně od Poběžovic. Jedna z lip velkolistých (Tilia platyphyllos) roste u vstupu na hřbitov poblíž kulturní památky, sochy svatého Cyriaka. Další dvě lípy rostou ve vzdálenosti asi 130 m od první lípy u polní cesty vedené pod hřbitovní zdí. Lípy se nacházejí v nadmořské výšce okolo 600 m. Jejich kmeny mají obvod 545, 570 a 440 cm (měření 2003), koruny dosahují do výšek 37, 37 a 42 m a odhadovaný věk je 350 let. Chráněny jsou od roku 1986 pro svůj vzrůst, významný krajinný prvek a jako krajinná dominanta.

## Stromy v okolí
- Pivoňské lípy I.
- Sezemínská lípa
- Vranovské jilmy
- Vranovské jasany